# Ceriagrion sinense
Ceriagrion sinense là một loài chuồn chuồn kim trong họ Coenagrionidae.
Ceriagrion sinense được Asahina miêu tả khoa học năm 1967.